# Phylloneta
Phylloneta is een geslacht van spinnen uit de  familie van de Theridiidae (kogelspinnen).

## Soorten
- Phylloneta impressa (L. Koch, 1881)
- Phylloneta pictipes (Keyserling, 1884)
- Phylloneta sisyphia (Clerck, 1757) (Kleine wigwamspin)
  - Phylloneta sisyphia foliifera (Thorell, 1875)
  - Phylloneta sisyphia torandae (Strand, 1917)